# 联邦区大楼

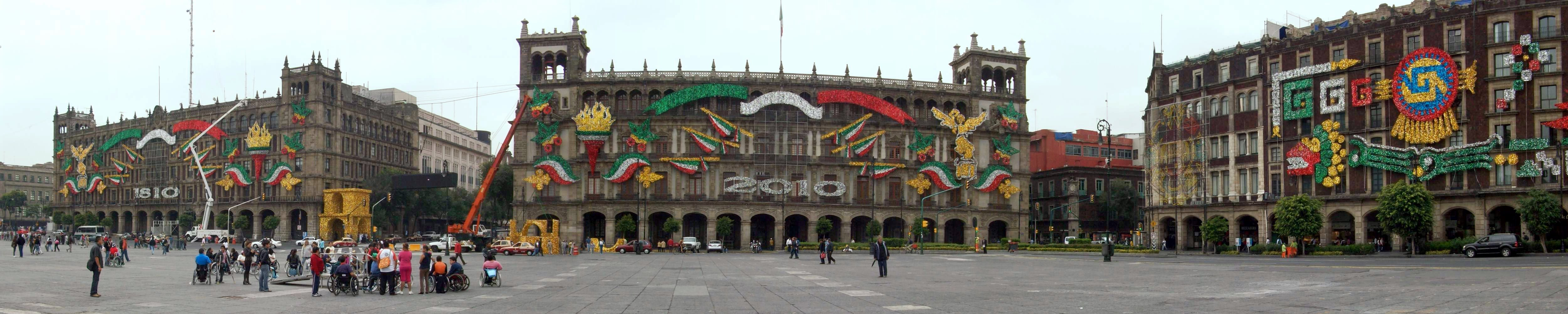

联邦区大楼（Federal District buildings）是墨西哥城宪法广场南侧的两座建筑物，中间被十一月二十日大街分开。墨西哥城市政当局设于其内。十一月二十日大街以西的建筑较老，自从西班牙征服阿兹特克帝国以来一直是市政当局所在地。东侧的一座较新，建于20世纪。

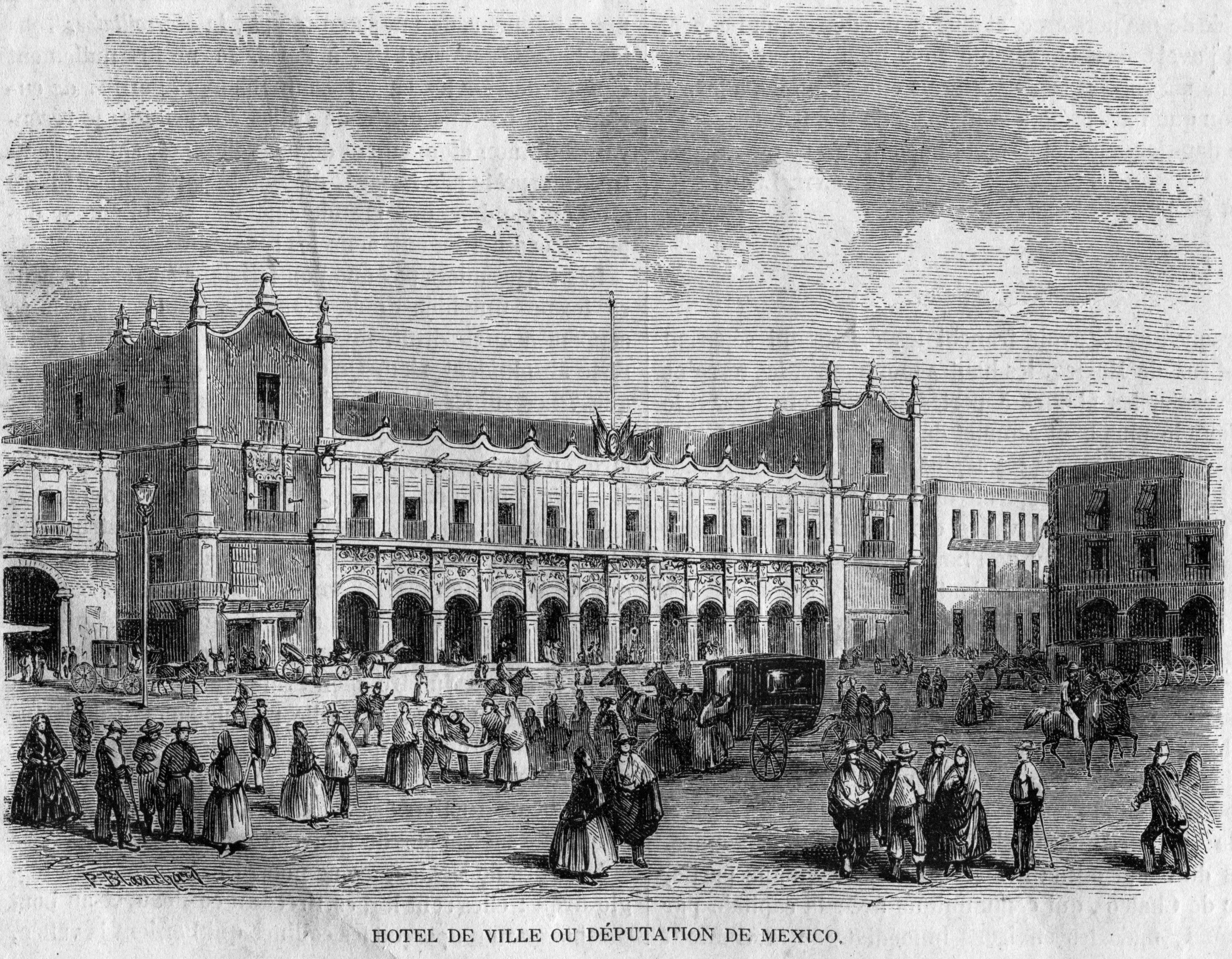
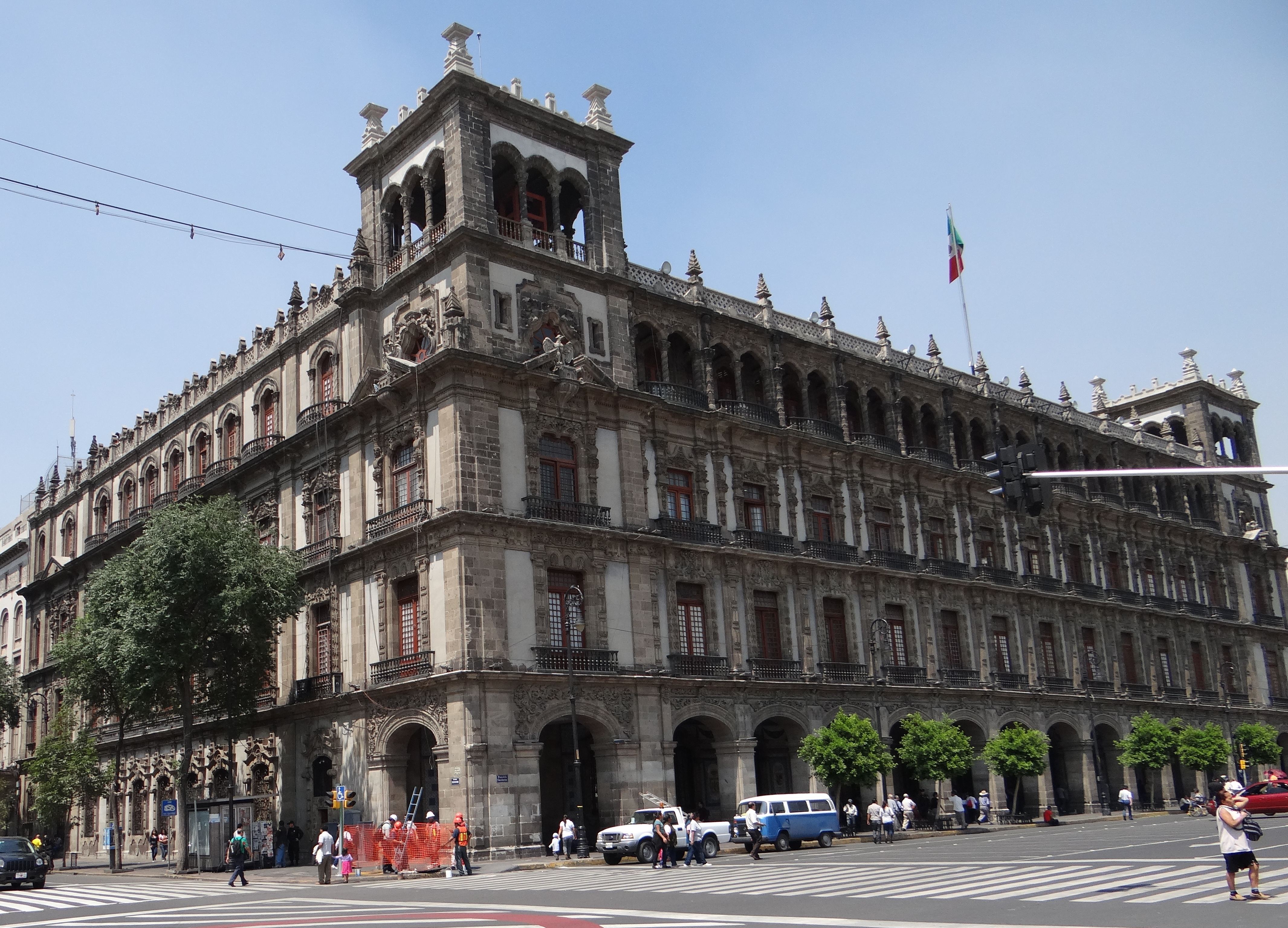
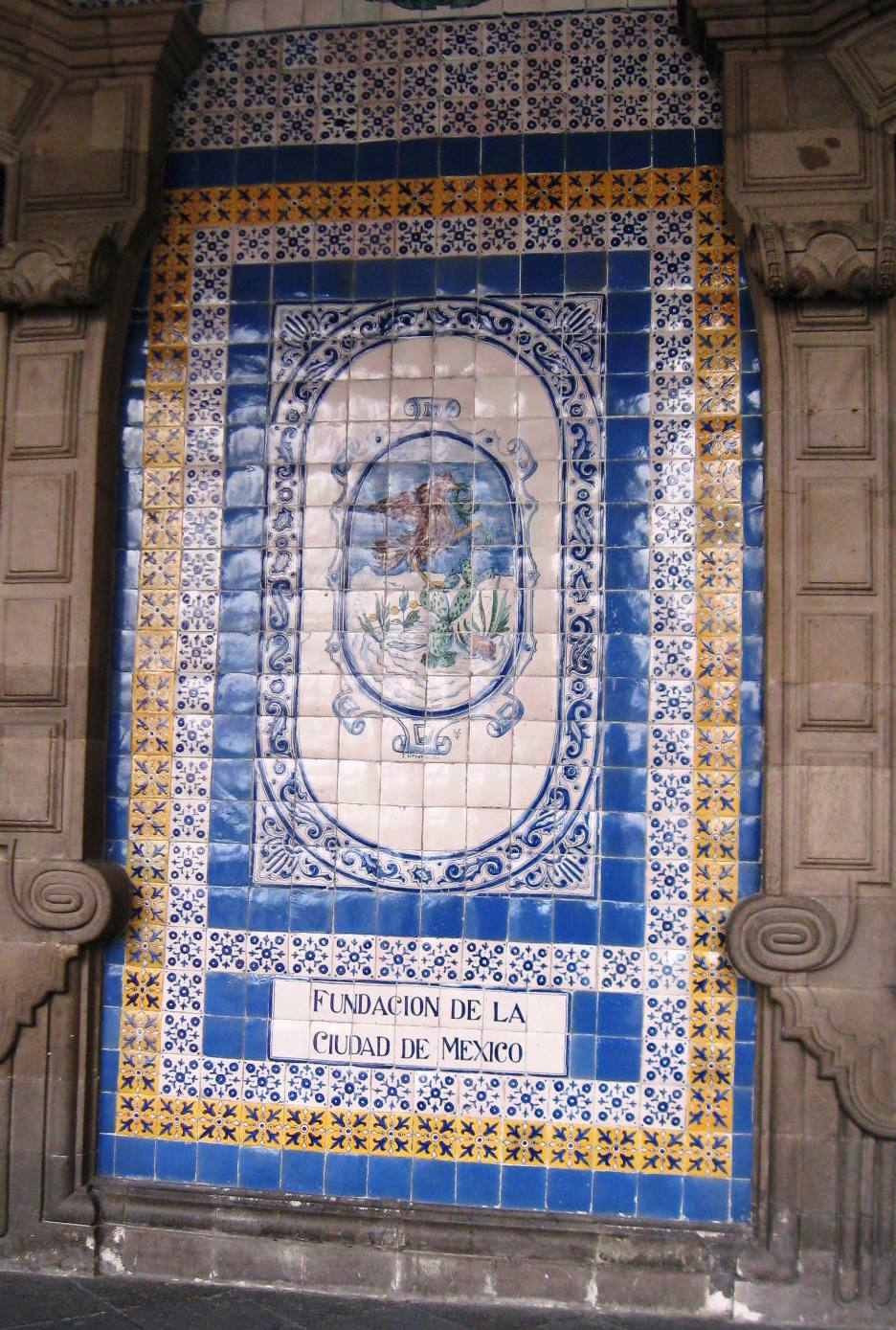
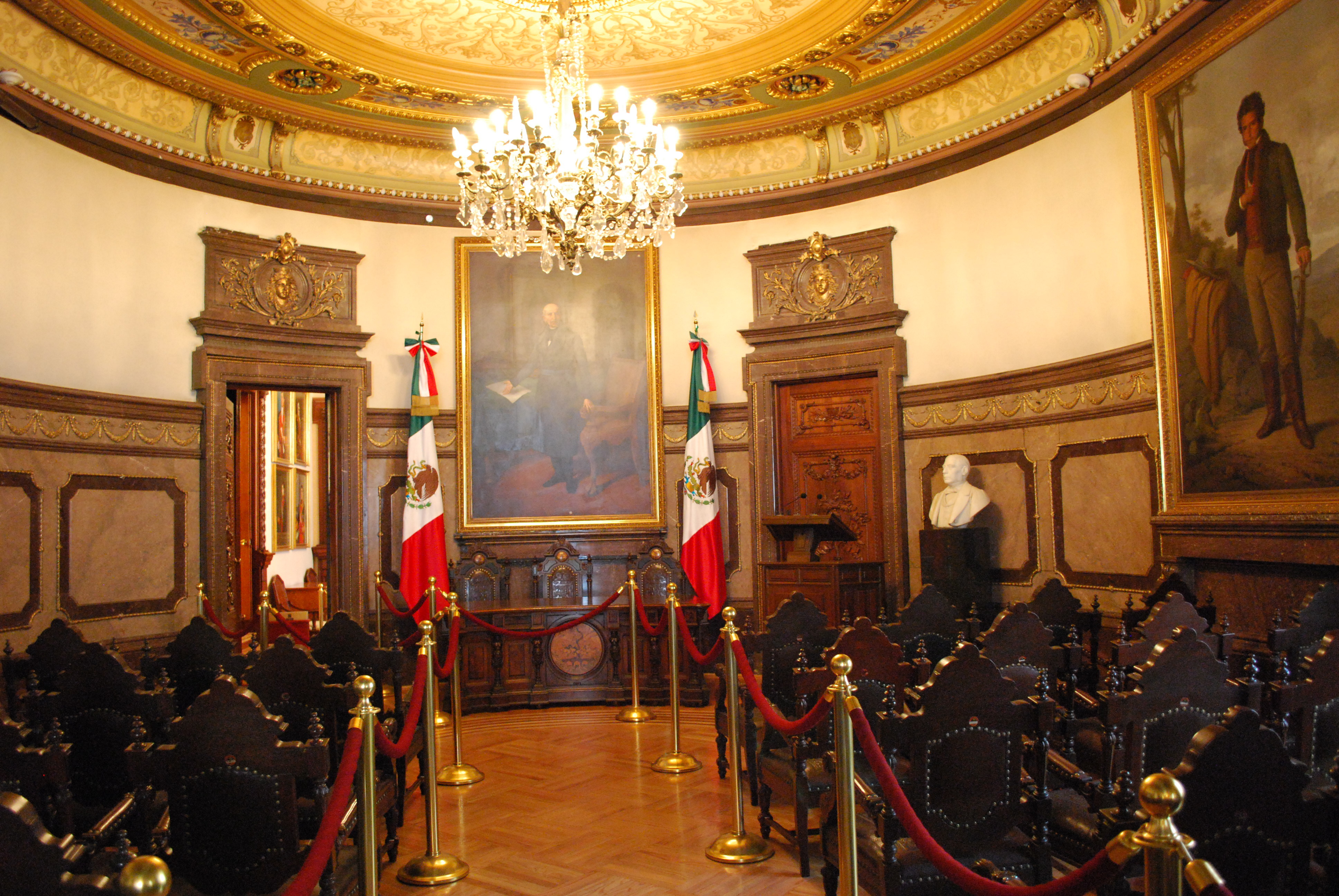
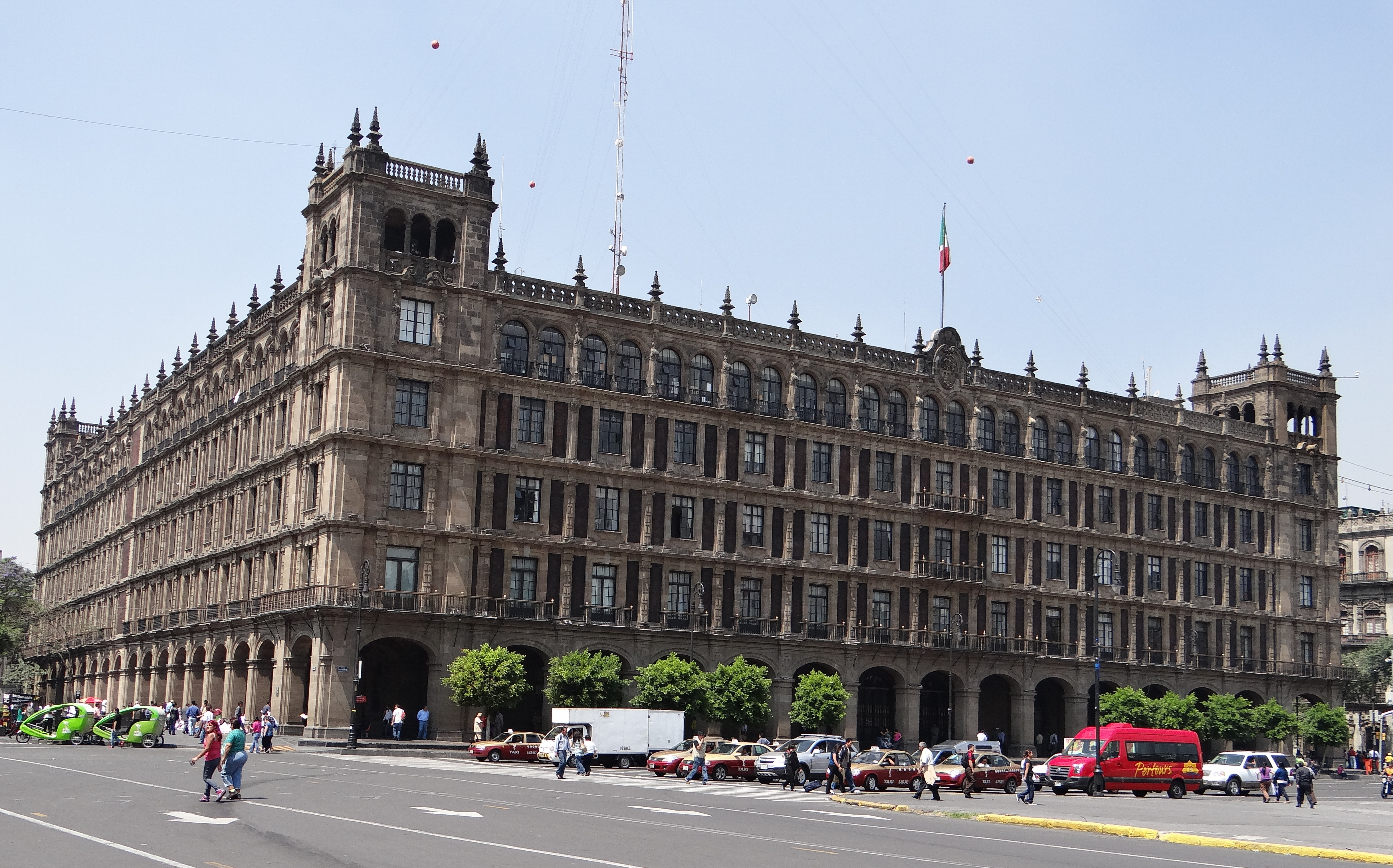